# Армейское депо Энистон
33°39′08″ с. ш. 85°57′44″ з. д.

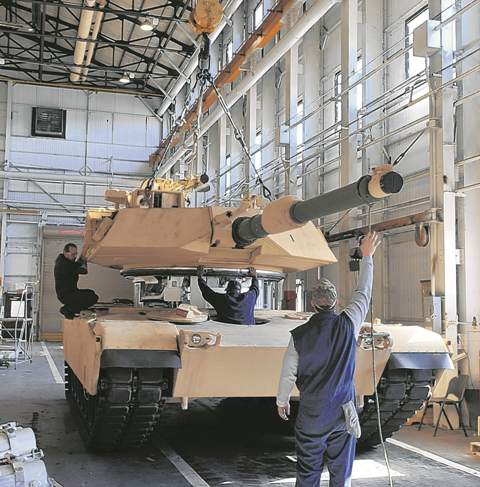
Армейское депо Энистон. Ремонт танка M1 Abrams

Армейское депо Энистон (англ: Anniston Army Depot (ANAD)) — крупное предприятие армии США по производству и ремонту наземных боевых машин, капитальному ремонту систем стрелкового оружия. Также здесь располагается хранилище химического оружия, известное как Anniston Chemical Activity. Депо находится в Байнаме, штат Алабама.

## Описание
Министерство Армии США основало депо в 1940 году, купив 4310 га в округе Калхун , в котором Энистон является административным центром. Первоначально на этом месте располагался склад боеприпасов, а затем — пункт утилизации. 
Его северная сторона представляет собой часть форта Макклеллан на хребте Пелхэм. Центральная и северная части склада занимают площадь более 5300 га и служат складом боеприпасов. Южная сторона депо — это Юго-восточная промышленная зона (SIA) площадью 240 га с более чем 50 зданиями и испытательной трассой для колёсной техники.
По состоянию на 2014 год в депо работало 3800 гражданских рабочих. Танки и другая техника ремонтируются и испытываются, но исторически основная роль депо со времен Второй мировой войны заключалась в том, что он был крупным складом боеприпасов. Энистон — один из семи складов в США, где хранилось химическое оружие (7,2% национальных запасов химического оружия). Запас включает ракеты, бомбы, снаряды и наземные мины, снаряженные зарином, нервно-паралитическим веществом VX или ипритом . Последние химические боеприпасы были уничтожены в сентябре 2011 г.
В ANAD находится единственный центр утилизации ракет Министерства обороны США.
ANAD — единственная база, способная выполнять техническое обслуживание тяжелых гусеничных боевых машин и их компонентов, и в ней находится современное предприятие по капитальному ремонту стрелкового оружия площадью 23 000 м 2 . База обозначена как Центр технического мастерства для танка M1 Abrams и является назначенной базой для ремонта  AVLB (бронированный мостоукладчик), инженерной машины M728 , ремонтно-эвакуационной машины M88 и  бронированные разведывательно-десантных машин M551 Sheridan. Во время войны в Ираке на предприятии было отремонтировано более 1000 танков М1, гаубиц и другой бронетехники. В ANAD также выполняется ремонт гаубиц M777..
ANAD является основной армейской площадкой для окончательной сборки, капитального ремонта и ремонта боевых повреждений семейства колесных боевых машин Stryker.  Все десять вариантов автомобилей Stryker собираются в промышленном парке Николс подрядчиком General Dynamics — Land Systems. Ремонт боевых повреждений Stryker осуществляется за счет соглашения о разделении работ между складом и подрядчиком, включая программу модернизации Stryker, которая преобразует исходную машину Stryker с плоским днищем в конфигурацию корпуса Double V с защитой от СВУ, разработанную для боевых действий в Афганистане.
На складе находится и работает предприятие по ремонту, восстановлению и / или модернизации пехотного оружия, такого как пистолет Beretta M9, винтовка M16 и пулемет M2. Любое огнестрельное оружие, признанное непригодным для использования или устаревшим, уничтожается на месте, материалы превращаются в непригодные для использования части, а затем продаются на металлолом для переплавки.
Армейское депо Энистон является одним из основных поставщиков оружия и техники на Военный морской терминал Санни-Пойнт, откуда осуществляется снабжение практически всех войн с участием США по всему миру.

## Организационная структура
ANAD находится под командованием Команды управления жизненным циклом TACOM армии США (TACOM LCMC). Также на объекте присутствуют Агентство оборонного материально-технического снабжения, Служба повторного использования и маркетинга Министерства обороны США , Центр военной истории армии США , Командование служб здравоохранения, и программа гражданской стрельбы.

## Экологические проблемы
ANAD был включен в список национальных приоритетов Суперфонда в 1990 году из-за загрязнения почвы и грунтовых вод сурьмой, хромом, свинцом, таллием и трихлорэтиленом .